# ジョー・ペリー (アルバム)
『ジョー・ペリー』(Joe Perry)は、アメリカ合衆国のミュージシャン、ジョー・ペリーが2005年に発表したスタジオ・アルバム。ペリーのソロ・プロジェクトとしては通算4作目のアルバムに当たる。

## 背景
ペリーはエアロスミスを一度脱退した後、1980年代に「ジョー・ペリー・プロジェクト」名義で3作のアルバムを発表してきたが、その後エアロスミスに復帰し、本作は22年ぶりのソロ・アルバムとして発表された。共同プロデューサー兼ドラマーのポール・カルーソは、エアロスミスの『ジャスト・プッシュ・プレイ』(2001年)、『ホンキン・オン・ボーボゥ』 (2004年)でレコーディング・エンジニアを務めてきた。収録曲のうち11曲はペリーのオリジナル曲で、「クリスタル・シップ」はドアーズのカヴァー、「ヴィジランティ・マン」はウディ・ガスリーのカヴァーである。
当初はアメリカ盤が2005年3月29日、日本盤が4月6日に発売予定だったが、最終的には両国とも5月に延期された。

## 反響・評価
アメリカでは2005年5月21日付のBillboard 200で110位を記録したが、翌週にはチャート圏外に落ちた。収録曲「メルシー」は、第48回グラミー賞において最優秀ロック・インストゥルメンタル・パフォーマンス賞にノミネートされた。
Stephen Thomas Erlewineはオールミュージックにおいて5点満点中2.5点を付け「ここ最近のエアロスミスのレコードよりもハードにロックしており、いかにもワン・マン・バンドのプロジェクトといった響きになることは滅多になく、まあまあ楽しめるレコードである」と評している。

## 収録曲
特記なき楽曲はジョー・ペリー作。#9. #13.はインストゥルメンタル。
1. シェイキン・マイ・ケイジ - "Shakin' My Cage" - 4:13
2. ホールド・オン・ミー - "Hold on Me" - 4:41
3. プレイ・フォー・ミー - "Pray for Me" - 4:07
4. キャント・コンペア - "Can't Compare" - 3:52
5. ロンリー - "Lonely" - 4:50
6. クリスタル・シップ - "Crystal Ship" (Jim Morrison, Ray Manzarek, Robby Krieger, John Densmore) - 2:42
7. トーク・トーキン - "Talk Talkin'" - 3:33
8. プッシュ・カムズ・トゥ・ショーヴ - "Push Comes to Shove" - 3:39
9. トワイライト - "Twilight" - 3:36
10. テン・イヤーズ - "Ten Years" - 4:35
11. ヴィジランティ・マン - "Vigilante Man" (Woody Guthrie) - 3:32
12. ダイイング・トゥ・ビー・フリー - "Dying to Be Free" - 3:40
13. メルシー - "Mercy" - 4:22

## 参加ミュージシャン
- ジョー・ペリー - ボーカル、ギター、ギターシンセサイザー、ベース、キーボード、バックグラウンド・ボーカル
- ポール・カルーソ - ドラムス、ハンド・パーカッション、ドラム・プログラミング
- クリス・ノイズ - アナログ・シンセサイザー (on #10)
- The Bonaires（ビリー・ポーレット・ペリー、ローマン・ペリー、ポール・カルーソ、ジム・サーヴィス） - バックグラウンド・ボーカル (on #7)